# Belá-Dulice
Belá-Dulice (Hongaars: Bélagyulafalva) is een Slowaakse gemeente in de regio Žilina, en maakt deel uit van het district Martin.
Belá-Dulice telt 1.262 inwoners.